# V. S. Achuthanandan

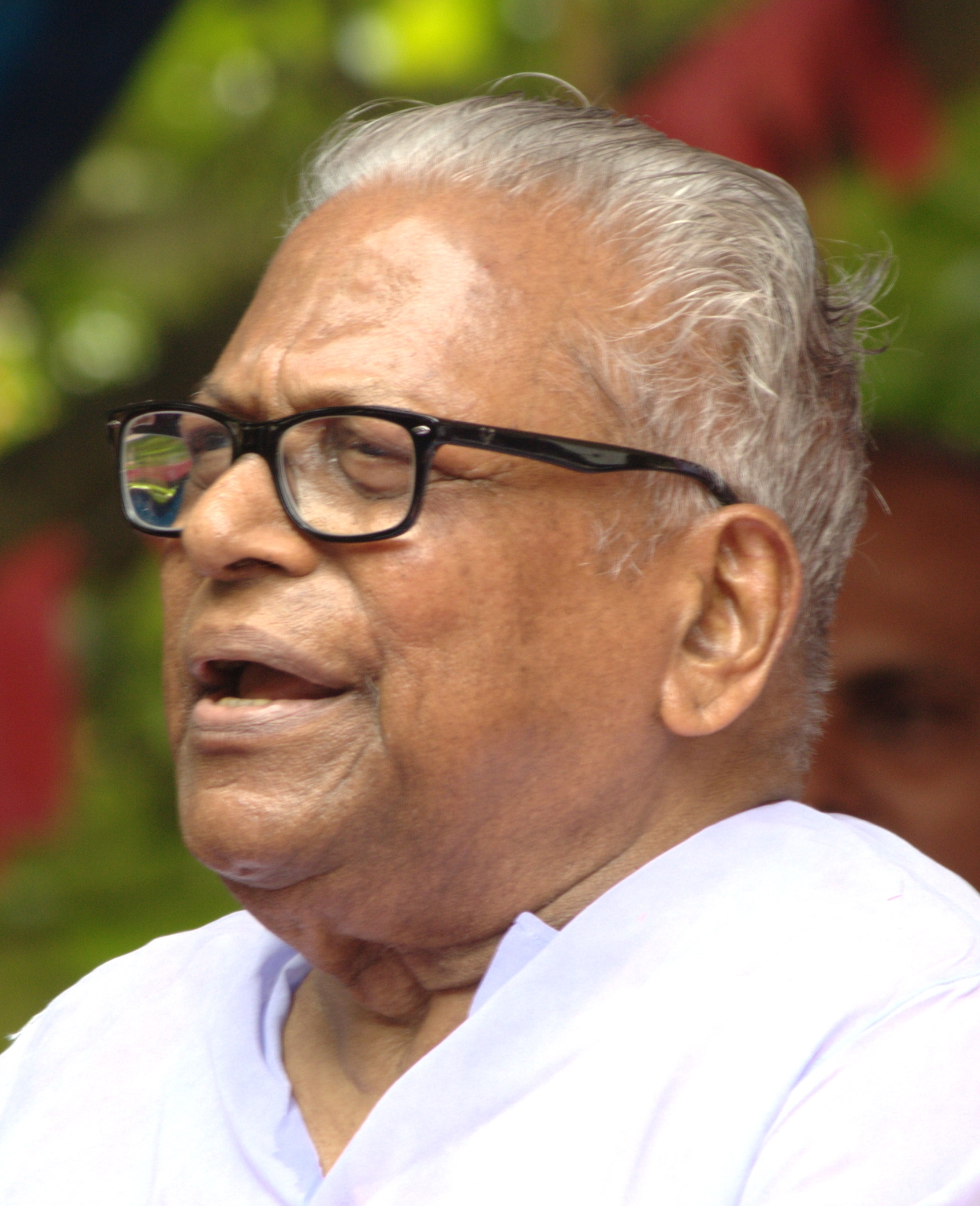
V. S. Achuthanandan (2016)

V. S. Achuthanandan (Velikkakathu Sankaran Achuthanandan; Malayalam വി.എസ്. അച്യുതാനന്ദൻ; * 20. Oktober 1923 in Alappuzha, Fürstenstaat Travancore, heute Kerala; † 21. Juli 2025 in Thiruvananthapuram, Kerala) war ein indischer Politiker der Communist Party of India (Marxist) (CPI (M)). Er war u. a. zwischen 2006 und 2011 Chief Minister von Kerala.

## Leben
Velikkakathu Sankaran Achuthanandan wurde für die Marxistisch-Kommunistische Partei Indiens (Communist Party of India (Marxist), CPI(M)) 1967 erstmals Mitglied der Kerala Legislative Assembly, des Parlaments des Bundesstaates Kerala, und vertrat in dieser bis 1977 den Wahlkreis Ambalappuzha. Als Nachfolger von E. K. Nayanar wurde er 1980 Sekretär des CPI(M)-Parteikomitees von Kerala und bekleidete diese Funktion bis 1992, woraufhin E. K. Nayanar ihn wiederum ablöste. Zugleich wurde er am 29. Dezember 1985 Mitglied des Politbüro der CPI(M) und gehörte diesem obersten Führungsgremium der Partei 24 Jahre lang bis zum 12. Juni 2009 an. 1991 wurde er abermals Mitglied der Kerala Legislative Assembly, in der er nunmehr bis 1996 den Wahlkreis „Mararikulam“ vertrat. Während dieser Zeit war er als Nachfolger von E. K. Nayanar zwischen dem 1. März 1992 und seiner Ablösung durch A. K. Antony am 9. Mai 1996 auch erstmals Oppositionsführer in der Legislativversammlung.
2001 wurde V. S. Achuthanandan im Wahlkreis „Malampuzha“ wieder zum Mitglied der Legislativversammlung Keralas gewählt und gehörte dieser weitere 20 Jahre lang bis 2021 an. Während dieser Zeit wurde er als Nachfolgger von A. K. Antony vom 17. Mai 2001 erneut Oppositionsführer in der Kerala Legislative Assembly und behielt diese Funktion bis zum 12. Mai 2006, woraufhin Oommen Chandy ihn ablöste. Bei den Wahlen in Kerala am 22. und 29. April sowie am 3. Mai 2006 errang die Kommunistische Partei Indiens (Marxisten) 61 von 140 Sitzen in der Legislativversammlung, der Indische Nationalkongress (INC) 24, die Kommunistische Partei Indiens (CPI) 17, das Kerala-Staatskomitee der Muslimliga 7 und der Kerala Congress (KC) 7 Mandtae. Die Wahlbeteiligung lag bei 72,3 Prozent. Daraufhin trat Chief Minister Oommen Chandy vom Indischen Nationalkongress am 12. Mai zurück, während V.S. Achuthanandan am 18. Mai 2006 als neuer Chief Minister von Kerala vereidigt wurde.
Bei den Wahlen in Kerala am 13. April 2011 gewann die Communist Party of India (Marxist) 45 von 140 Sitzen, der Indische Nationalkongress 38, das Muslim League Kerala State Committee 20, die Communist Party of India 13 und der Kerala Congress (M) 9 Mandate. Daraufhin wurde Oommen Chandy vom INC am 18. Mai 2011 wieder als Chief Minister des Bundesstaates, während Achuthanandan als dessen Nachfolger zum dritten Mal Oppositionsführer in der Legislativversammlung wurde. Die Funktion als Leader of the Opposition in Kerala Niyamasabha übte er bis zum 25. Mai 2016 aus, woraufhin Ramesh Chennithala vom Indischen Nationalkongress neuer Oppositionsführer wurde. Zuletzt fungierte er zwischen dem 3. August 2016 und dem 30. Januar 2021 als Vorsitzender der Kommission für Verwaltungsreformen (Kerala Administrative Reforms Commission). Aus seiner Ehe mit K. Vasumathy gingen zwei Kinder hervor.